# Industriell ekologi
Industriell ekologi är ett forskningsområde som är inriktat på studiet av material- och energiflöden genom industriella system. Den globala industriella ekonomin kan modelleras som ett nätverk av industriella processer som utvinner resurser från jorden och omvandlar dessa resurser till produkter, biprodukter och tjänster som kan köpas och säljas för att möta mänsklighetens behov. Industriell ekologi strävar efter att kvantifiera materialflödena och dokumentera de industriella processer som får det moderna samhället att fungera. Industriell ekologi är ett ungt men växande tvärvetenskapligt forskningsfält som kombinerar aspekter av teknik, ekonomi, sociologi, toxikologi och naturvetenskap.
Industriell ekologi har definierats som en "systembaserad, multidisciplinär diskurs som försöker förstå framväxande beteende hos komplexa integrerade mänskliga/naturliga system".
Fältet närmar sig frågor om hållbarhet genom att undersöka problem ur flera perspektiv, vanligtvis med aspekter av sociologi, miljö, ekonomi och teknologi. Namnet kommer från idén att analogin med naturliga system ska användas som ett hjälpmedel för att förstå hur man utformar hållbara industriella system.

## Översikt

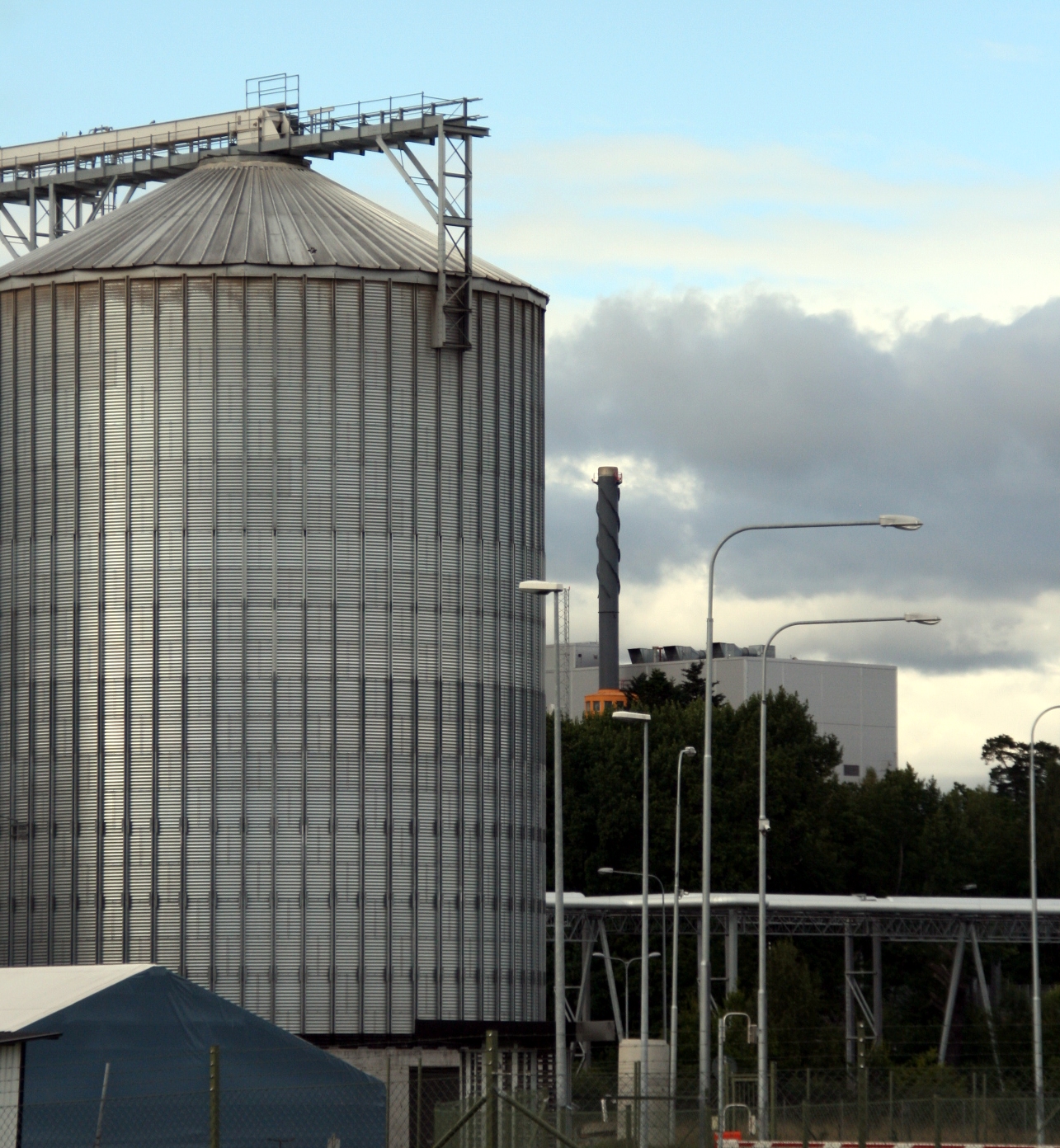
Exempel på industriell symbios. Avfallsånga från en avfallsförbränningsugn (höger) leds till en etanolfabrik (vänster) där den används som input till deras produktionsprocess.

Industriell ekologi handlar om förskjutningen av industriella processer från linjära (öppen loop) system, där resurs- och kapitalinvesteringar rör sig genom systemet för att bli avfall, till ett slutet system där avfall kan bli insatsvaror för nya processer.
Mycket av forskningen är inriktad på följande områden:
- material- och energiflödesstudier ("industriell metabolism")
- dematerialisering och avkarbonisering
- tekniska förändringar och miljön
- livscykelplanering, design och bedömning
- design för miljön ("ekodesign")
- utökat producentansvar ("product stewardship")
- ekoindustriparker ("industriell symbios")
- produktorienterad miljöpolitik
- ekoeffektivitet

Industriell ekologi försöker förstå hur industriella system (till exempel en fabrik, en ekoregion eller nationell eller global ekonomi) interagerar med biosfären. Naturliga ekosystem ger en metafor för att förstå hur olika delar av industriella system interagerar med varandra, i ett "ekosystem" baserat på resurser och infrastrukturkapital snarare än på naturkapital. Den försöker utnyttja idén att naturliga system inte har avfall i sig för att inspirera till hållbar utformning.
Tillsammans med mer generella mål för energibesparing och materialbesparing, och omdefiniering av relaterade internationella handelsmarknader och produktförvaltningsrelationer strikt som en tjänsteekonomi, är industriell ekologi ett av de fyra målen för naturlig kapitalism. Denna strategi motverkar former av amoraliska inköp som uppstår på grund av okunnighet om vad som händer på distans och innebär en politisk ekonomi som värderar naturkapital högt och förlitar sig på mer instruktionskapital för att utforma och underhålla varje unik industriell ekologi.

## Exempel

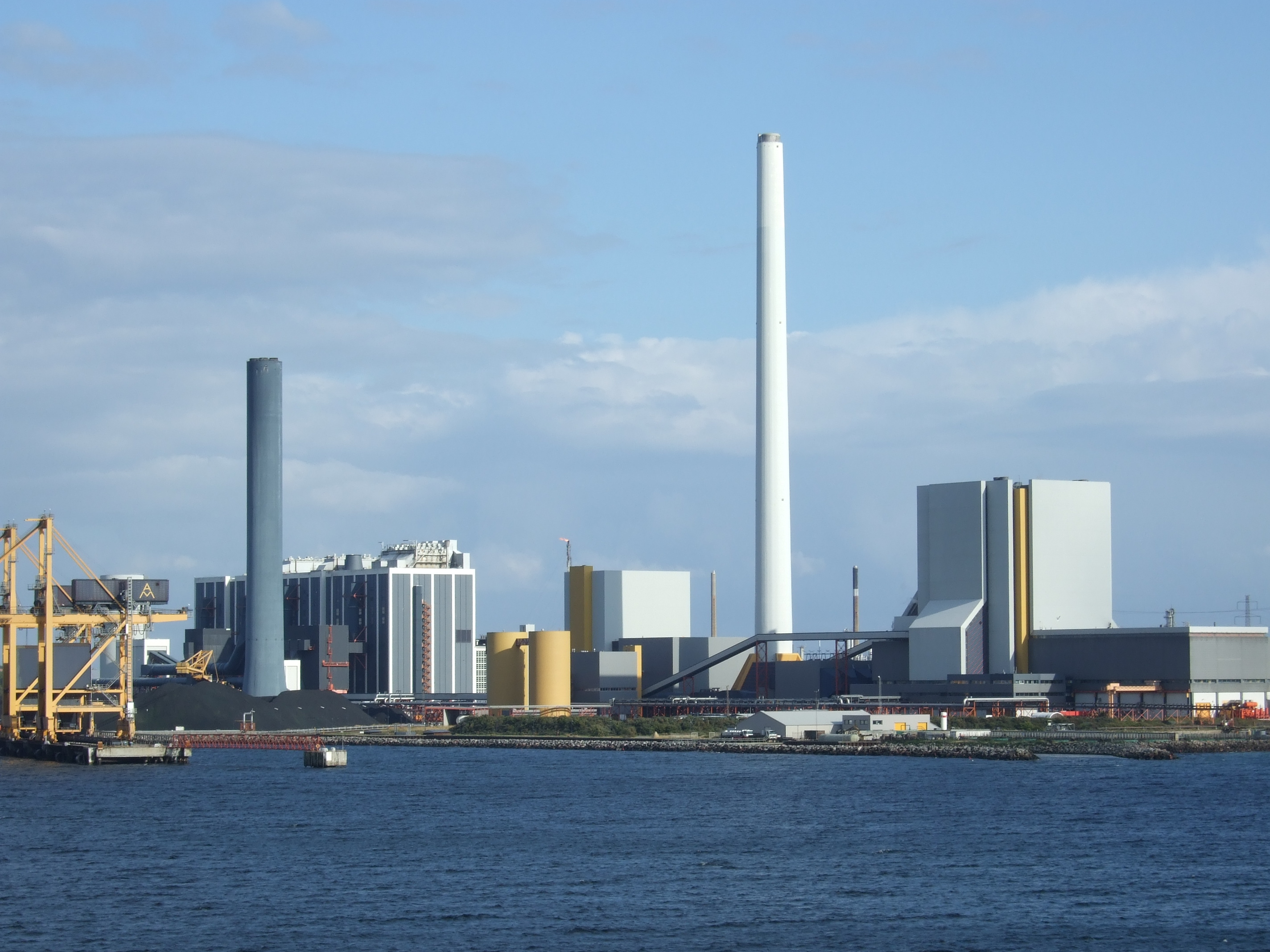
Vy över Kalundborg Eco-industrial Park

Industriparken Kalundborg ligger i Danmark. Denna industripark är speciell eftersom företag återanvänder varandras avfall (som sedan blir biprodukter). Till exempel producerar Energi E2 Asnæs kraftstation gips som en biprodukt av elproduktionsprocessen. Detta gips blir en resurs för BPB Gyproc A/S som tillverkar gipsskivor. 
Detta är ett exempel på ett system inspirerat av biosfär-teknosfär-metaforen om att i ekosystem används avfallet från en organism som input till andra organismer. I industrisystem används avfall från ett företag som en resurs av andra.
Förutom den direkta fördelen med att införliva avfall i kretsen, kan användningen av en ekoindustripark vara ett sätt att göra anläggningar för generering av förnybar energi, som solceller, mer ekonomiska och miljövänliga. I huvudsak bidrar detta till tillväxten av industrin för förnybar energi och de miljöfördelar som kommer med att ersätta fossila bränslen.
Ytterligare exempel på industriell ekologi är:
- Att ersätta cement med flygaska som biprodukt från kolförbränning i betongproduktion.[8]
- Använda andra generationens biobränslen. Ett exempel på detta är att konvertera fett eller matolja till biodiesel för att driva fordon.[9]
- Sydafrikas National Cleaner Production Center (NCPC) skapades för att göra regionens industrier mer effektiva när det gäller material. *Resultaten av användningen av hållbara metoder kommer att omfatta sänkta energikostnader och förbättrad avfallshantering. Programmet utvärderar befintliga företag för att genomföra förändringar.[10]
- Återanvändning av ickedrickbart vatten på plats.[11]
- Biologiskt nedbrytbar plast skapad av polymeriserade kycklingfjädrar, som är 90 procent keratin och står för över 6 miljoner ton avfall i EU och USA årligen.[12][13] Som jordbruksavfall återvinns kycklingfjädrarna till engångsplastprodukter som sedan lätt bryts ned i jord.
- Toyota Motor Company kanaliserar en del av de växthusgaser som släpps ut tillbaka till deras system som återvunnen termisk energi.[14]
- Anheuser-Busch undertecknade ett samförståndsavtal med biokemiska företaget Blue Marble om att använda bryggeriavfall som grund för sina "gröna" produkter.[15]
- Förbättrad oljeutvinning vid Petra Nova.[16]
- Återanvändning av kork från vinflaskor för användning i skosulor, golvplattor, byggnadsisolering, fordonspackningar, hantverksmaterial och jordbehandlingsmedel.[17]
- Darling Quarter Commonwealth Bank Place North-byggnaden i Sydney, Australien återvinner och återanvänder dess avloppsvatten. [18]
- Växtbaserad plastförpackning som är 100 procent återvinningsbar och miljövänlig.[19]
- Matavfall kan användas till kompost, som kan användas som naturligt gödningsmedel för framtida livsmedelsproduktion. Dessutom kan matavfall som inte blivit otjänligt användas för att föda dem som upplever brist på födoämnen.[20]
- Hellisheiði geotermiska kraftverk använder grundvatten för att producera el och varmvatten för staden Reykjavik. Deras kolbiprodukter injiceras sedan tillbaka i jorden och förkalkas, vilket lämnar stationen med ett nettoutsläpp av noll kol.[21]